# Elecciones presidenciales de Corea del Sur de 1992
Las elecciones presidenciales de Corea del Sur de 1992 se realizaron el viernes 18 de diciembre de 1992. La tasa de participación alcanzó el 81,9 %, lo que representó una caída respecto a 1987 cuando fue de 89,2 %. El ganador fue Kim Young-sam presidente del Partido Democrático Liberal (del coreano: 민주자유당), y el primer presidente sin vínculos militares desde 1960.

## Resultados
| Partido                         | Candidato      | Votos      | %     | %     |
| ------------------------------- | -------------- | ---------- | ----- | ----- |
| Partido Democrático Liberal     | Kim Young-sam  | 9.977.332  | 42.0% |       |
| Partido Democrático del Milenio | Kim Dae-jung   | 8.041.284  | 33.8% |       |
| Partido Unido del Pueblo        | Chung Ju-yung  | 3.880.067  | 16.3% |       |
| Partido Teocrata                | Park Chan-jong | 1.516.047  | 6.4%  | 6.4%  |
| Independiente                   | Baek Gi-Wan    | 238.648    | 1.0%  | 1.0%  |
| Independiente                   | Kim Ok-sun     | 86.292     | 0.4%  | 0.4%  |
|                                 | Lee Byeong-ho  | 35.739     | 0.22% | 0.22% |
| Nulos                           | Nulos          | 319.761    | 0.6%  | 0.6%  |
| Total                           | Total          | 24.095.170 | 100%  | 100%  |